# Yaniv (jeu de cartes)
 (juillet 2018).
Yaniv (Hebrew יניב), également appelé Yanouf, Yanoufa ou Yanif est un jeu de cartes israélien. Dans certaines régions, telles que la Loire Atlantique, il est également nommé Artichette en clin d'œil à la série Kaamelott. Dans les cercles de joueurs professionnels, on le nomme également communément Bouteille, Guacamole ou Jimbala, Jumbalaka en Tamoul ou même Bièrbit dans certains quartiers de Paris. On y joue avec un jeu de 54 cartes (52 cartes plus 2 jokers).

## Règles du jeu

### But du jeu
Le but du jeu est de totaliser le moins de points possible.
La partie se termine lorsqu’au moins un des joueurs a atteint un total de points strictement supérieur à 200. Le gagnant est alors celui qui a le moins de points.

### Déroulement d'une manche

#### Distribution
La distribution et le jeu se font dans le sens des aiguilles d'une montre.
On distribue à chaque joueur 5 cartes faces cachées une par une. Les cartes restantes sont placées faces cachées au centre de la table et forment la pioche. On retourne la première carte de la pioche qui forme la défausse.

#### Jeu
Le vainqueur de la manche précédente joue le premier et doit donc mélanger et distribuer. Pour la première manche on détermine le premier joueur au hasard.
À son tour de jeu, un joueur a deux possibilités :
- Défausser des cartes de son jeu et en piocher une nouvelle.
- Annoncer "Yaniv" si le total des points dans sa main est inférieur ou égal à 7.

#### Remplacement de cartes
Le joueur peut se défausser d'une combinaison de cartes répondant à l'un des trois critères suivants:
- Une carte seule.
- Plusieurs cartes de même valeur (e.g. {7♠, 7♥ }, { V♣, V♥, V♦ } ).
- Une suite d'au moins 3 cartes de la même couleur (e.g. { A♦, 2♦, 3♦ }; {9♣, 10♣, V♣, D♣ }). L'as ne peut pas être utilisé comme carte supérieure au Roi.

Le joueur doit alors piocher une carte, il a deux choix:
- Tirer la première carte de la pioche.
- Choisir une carte parmi celles défaussées par le joueur précédent. Il ne peut cependant que choisir la première ou la dernière carte d'une combinaison.

#### Yaniv
Le joueur peut annoncer Yaniv au début de son tour si le total des points dans sa main n'excède pas 7. Cette action met fin à la manche, chaque joueur révèle alors sa main et le décompte des points peut commencer.

#### Décompte des points
Si le joueur ayant annoncé Yaniv a la main de plus faible valeur, il gagne la manche et ne marque aucun point. Sinon il marque 30 points plus la valeur de sa main (on appelle cette situation Asaf).
Chaque autre joueur marque un nombre de points égal à la valeur de sa main.
Les cartes ont les valeurs suivantes : 
- Les As valent 1.
- Les nombres du 2 au 10 valent leur valeur.
- Les figures valent 10.
- Les Jokers valent 0.

Les points marqués viennent s'ajouter à ceux des manches précédentes. Si à la fin d'une manche le total d'un joueur est un multiple de 100 (100 ou 200) on retire 50 à son total de points. Il peut donc être opportun de viser un nombre de points rond pour voir son total baisser. 
Un joueur qui n’a plus de cartes ne peut pas avoir une pénalité de point. 
Le jeu prend fin lorsqu'un joueur a un total de points strictement supérieur à 200.

## Variantes
- Il est possible de distribuer au choix de 5 à 7 cartes.
- Les déductions de points en cas de comptes ronds peuvent varier. On peut décider de diviser par deux le score si on atteint un score de 100 ou 200[1].
- Le nombre de points pour appeler Yaniv peut être modifié, soit réduit à 5, soit porté à 9 au lieu de 7.
- Le total de points mettant fin à la partie peut aussi être réduit à 100 au lieu de 200.
- On peut éliminer les joueurs dépassant 200 points et continuer à jouer jusqu'à ce qu'il ne reste qu'un seul joueur.
- Les joueurs peuvent être autorisés à jouer la carte qu'ils viennent de piocher si elle a la même valeur que celle jouée et que le joueur suivant n'a pas encore défaussé de carte[2]. Cette variante a pour but de rendre le jeu plus dynamique.
- Si deux (ou trois) cartes de la même valeur sont posées, on peut autoriser un seul joueur à poser une carte (ou deux) de la même valeur, sans piocher derrière et même si ce n'est pas son tour. Ce jeu "sauvage" doit être effectué avant que celui supposé jouer n'ait posé sa carte.